# Acker-Trespe
Die Acker-Trespe (Bromus arvensis) ist eine Pflanzenart aus der Gattung der Trespen (Bromus) innerhalb der Familie der Süßgräser (Poaceae). Sie ist in Eurasien verbreitet.

## Beschreibung

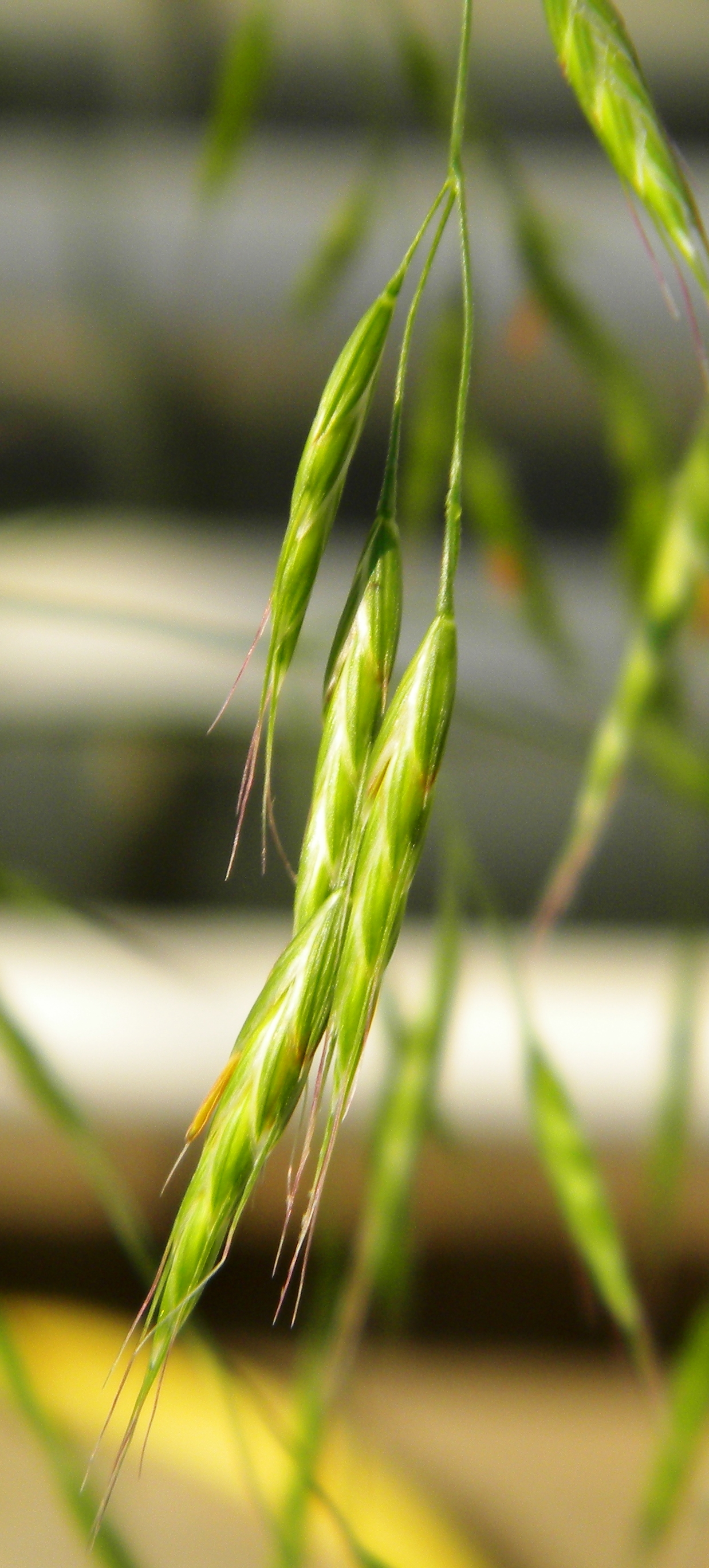
Ausschnitt eines rispigen Blütenstandes mit den Ährchen und Grannen

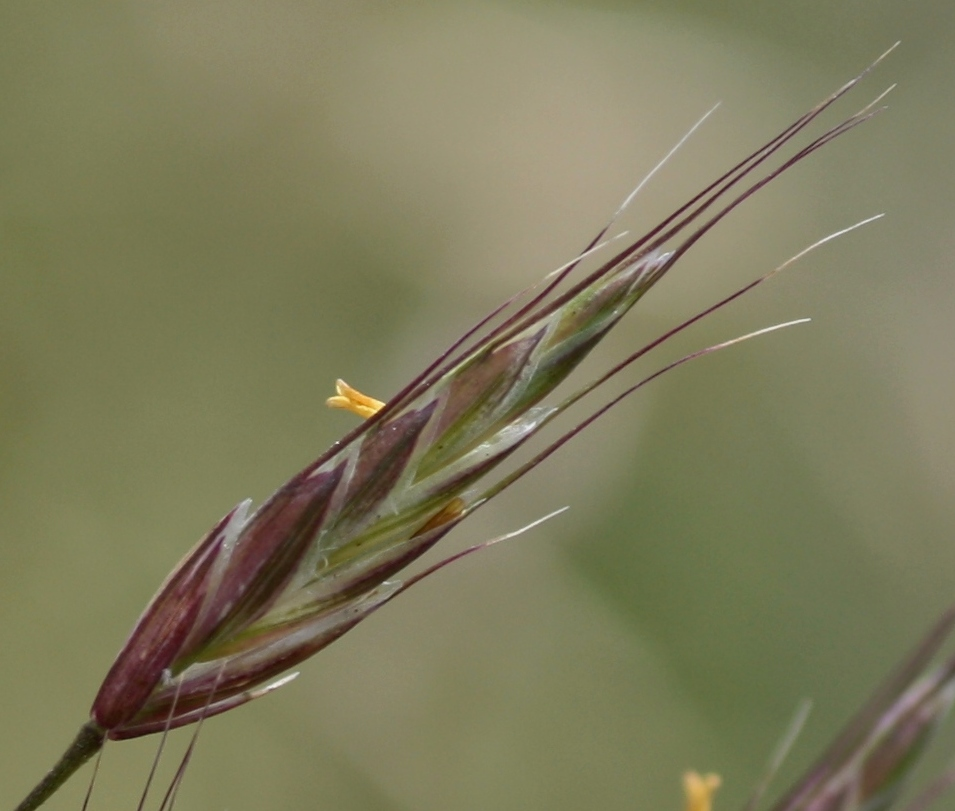
Ährchen

### Erscheinungsbild und Blatt
Die Acker-Trespe wächst als überwinternd grüne, einjährige krautige Pflanze und erreicht Wuchshöhen von meist 40 bis 100 (20 bis 120) Zentimetern. Es werden lockere Horste gebildet. Die Halme besitzen zwei bis fünf kurz behaarte Nodien. Die wechselständig am Halm angeordneten Laubblätter sind in Blattscheide und Blattspreite gegliedert. Die unteren Blattscheiden sind dicht und angedrückt weich behaart, die oberen sind abstehend behaart (Indument). Die 1,5 bis 4 Millimeter langen und 1,5 bis 5 Millimeter breiten Blatthäutchen sind gefranst. Die parallelnervigen, einfachen Blattspreiten sind 8 bis 25 Zentimeter lang sowie 2 bis 6 (bis 10) Millimeter breit, behaart und rau.

### Blütenstand, Blüte und Frucht
Die Blütezeit liegt in der Schweiz im Juni sowie Juli, in Deutschland zwischen Mai und Juli. Der relative große, allseitswendige, rispige Blütenstand ist locker und meist 15 bis 20 (10 bis 30) Zentimeter lang sowie 10 bis 20 cm breit. Der Gesamtblütenstand besteht aus mit einer Länge von 3 bis 10 Zentimeter relativ langen, dünnen Verzweigungen, die viel länger sind als die vielen Ährchen. An jeder Verzweigung befinden sich fünf bis sieben Seitenzweige. Die 15 bis 30 Millimeter langen und im Durchmesser 3 bis 4 mm messenden, länglich-lanzettlichen oder schmal-lanzettlichen, meist violett-getönten Ährchen sind auch zur Fruchtzeit ausgebreitet sind und in der Spätphase etwas nickend. Die geraden oder leicht aufwärts gebogenen, dünnen Grannen sind 7 bis 10 Millimeter lang und treten mehr oder weniger am oberen Ende der Deckspelze aus. Die Ährchen enthalten meist vier bis acht, seltener bis zwölf Blüten, die sich überlappen. Die untere Hüllspelze ist 4 bis 6 Millimeter lang sowie meist drei-, selten bis zu fünfnervig; die obere ist 6 bis 8 Millimeter lang sowie fünf- bis neunnervig. Mit einer Länge von 7 bis 9 Millimeter sind die lanzettlichen Deckspelzen etwa so lang wie die Grannen und besitzen zwei winzige Zähne. Die Vorspelze ist fast so lang wie Deckspelze und ihr Kiel ist bewimpert. Die Staubbeutel sind 3 bis 5 Millimeter lang.
In China reifen die Früchte zwischen Juni und August. Die schwärzlich-braunen Karyopsen weisen eine Länge von 7 bis 9 Millimeter sowie einen Durchmesser von etwa 1 Millimeter auf.

### Chromosomensatz
Die Chromosomenzahl beträgt 2n = 14.

## Ökologie
Die Acker-Trespe ist ein Therophyt und Hemikryptophyt.
Die Bestäubung erfolgt durch den Wind. Es erfolgt Windausbreitung und Klettausbreitung.

## Vorkommen und Gefährdung
Das Verbreitungsgebiet der Acker-Trespe erstreckt sich von Ost- und Südeuropa bis zum Iran. Es umfasst die meridionale und boreale Zone. In China kommt sie in den Provinzen Gansu sowie Jiangsu vor. Die Acker-Trespe ist in vielen Gebieten der Welt, beispielsweise in den nordöstlichen USA und in Kalifornien ein Neophyt. In Europa kommt sie in fast allen Ländern vor und fehlt nur in Irland und in Nordmazedonien.
Die Acker-Trespe kommt in Deutschland zerstreut auf Ruderalflächen und nährstoffreichen Äckern vor. Sie gilt in Deutschland als Archäophyt. Pflanzensoziologisch ist sie eine Charakterart der Klasse Chenopodietea. In Deutschland gilt die Acker-Trespe als gefährdet. In den Allgäuer Alpen steigt sie im Tiroler Teil bei Holzgau bis zu 1100 Metern Meereshöhe auf. In Graubünden erreicht sie bei St. Moritz 1885 Meter.
In der Schweiz gedeiht von der kollinen bis zur montanen, selten bis zur subalpinen Höhenstufe. In der Roten Liste der gefährdeten Arten der Schweiz ist Bromus arvensis im Westjura, Mittelland, an der Alpennordflanke, in den westlichen Zentralalpen, östlichen Zentralalpen sowie im Bergell stark gefährdet; als verletzlich gilt sie an der Alpensüdflanke, im Tessin sowie Puschlav; im Ostjura ist sie regional ausgestorben.
Die ökologischen Zeigerwerte nach Landolt et al. 2010 sind in der Schweiz: Feuchtezahl F = 2 (mäßig trocken), Lichtzahl L = 3 (halbschattig), Reaktionszahl R = 4 (neutral bis basisch), Temperaturzahl T = 4 (kollin), Nährstoffzahl N = 3 (mäßig nährstoffarm bis mäßig nährstoffreich), Kontinentalitätszahl K = 4 (subkontinental).

## Taxonomie und Systematik
Die Erstveröffentlichung von Bromus arvensis erfolgte 1753 durch Carl von Linné in Species Plantarum, 1, S. 77. Synonyme für Bromus arvensis L. sind:  Avena arvensis (L.) Salisb., Bromus arvensis var. phragmitoides (A.Nyár.) Borza, Bromus billotii F.W.Schultz, Bromus erectus var. arvensis (L.) Huds., Bromus fragilis Schur, Bromus hyalinus Schur, Bromus japonicus Houtt., Bromus mollissimus Hornem., Bromus multiflorus Weigel, Bromus patulus Mert. & W.D.J. Koch, Bromus phragmitoides A.Nyár., Bromus versicolor Pollich, Bromus verticillatus Cav., Forasaccus arvensis (L.) Bubani, Serrafalcus arvensis (L.) Godr., Serrafalcus billotii (F.W.Schultz) Rouy, Serrafalcus duvalii Rouy, Serrafalcus verticillatus (Cav.) Amo. Viele beschriebenen Subtaxa sind heute alle Synonyme.
Von Bromus arvensis können folgende Unterarten unterschieden werden:
- Bromus arvensis subsp. arvensis
- Bromus arvensis subsp. parviflorus (Desf.) H.Scholz: Sie unterscheidet sich von Bromus arvensis subsp. arvensis durch kürzere, nur 1 bis 3 Millimeter lange Staubbeutel und Deckspelzen, die nur 6 bis 7 Millimeter lang sind.[14]

Sie kommt in Frankreich, Deutschland, in der Schweiz, in Schweden, Griechenland und Kroatien vor.
- Bromus arvensis subsp. segetalis H.Scholz: Sie ist in den meisten Gebieten verschollen. Sie kam in Deutschland, in Österreich in Osttirol[14] und vielleicht auch in Italien vor.[9] Sie wurde erst 1970 als eigenständige Sippe erkannt.[4]

## Trivialnamen
Ein weiterer für diese Pflanzenart belegter deutschsprachiger Trivialname ist für die Region Kärnten Hudelgras. Ein französischer Trivialname ist Brome des champs und ein italienischer Forasacco dei campi. Ein englischer Trivialname ist Field Brome. Ein chinesischer Name ist 田雀麦 tian que mai.